# 施特罗茨比施
施特罗茨比施是德国莱茵兰-普法尔茨州埃菲尔火山县的一个市镇。总面积6.45平方公里，总人口444人，其中男性247人，女性197人（2011年12月31日），人口密度69人/平方公里。